# Frangula sphaerosperma
Frangula sphaerosperma là một loài thực vật có hoa trong họ Táo. Loài này được (Sw.) Kartesz & Gandhi mô tả khoa học đầu tiên năm 1994.